# Valérie Devaux
Valérie Devaux (29 de abril de 1967) es una deportista francesa que compitió en esgrima, especialista en la modalidad de espada. Ganó dos medallas de plata en el Campeonato Mundial de Esgrima, en los años 1988 y 1991, ambas en la prueba por equipos.

## Palmarés internacional
| Campeonato Mundial | Campeonato Mundial | Campeonato Mundial | Campeonato Mundial |
| Año                | Lugar              | Medalla            | Prueba             |
| ------------------ | ------------------ | ------------------ | ------------------ |
| 1988               | Orleans (Francia)  | Medalla de plata   | Espada por equipos |
| 1991               | Budapest (Hungría) | Medalla de plata   | Espada por equipos |